# Liste der Bodendenkmäler in Wegberg
Die Liste der Bodendenkmäler in Wegberg enthält die denkmalgeschützten unterirdischen baulichen Anlagen, Reste oberirdischer baulicher Anlagen, Zeugnisse tierischen und pflanzlichen Lebens und paläontologische Reste auf dem Gebiet der Stadt Wegberg im Kreis Heinsberg in Nordrhein-Westfalen (Stand: Juli 2021). Diese Bodendenkmäler sind in Teil B der Denkmalliste der Stadt Wegberg eingetragen; Grundlage für die Aufnahme ist das Denkmalschutzgesetz Nordrhein-Westfalen (DSchG NRW).
| Bild                                        | Bezeichnung                                          | Lage                                                                       | Beschreibung | Bauzeit | Eingetragen seit | Denkmal- nummer |
| ------------------------------------------- | ---------------------------------------------------- | -------------------------------------------------------------------------- | ------------ | ------- | ---------------- | --------------- |
|                                             | Wallanlage Wildenrath                                | Wildenrath Gemarkung Wildenrath, Flur 4 u.a., Flurstück 13 u.a.            |              |         |                  | 1               |
|                                             | Landwehr Arsbeck                                     | Arsbeck Gemarkung Arsbeck, Flur 4 u.a., Flurstück 1445 u.a.                |              |         |                  | 2               |
|                                             | Grabenrechteck (Spielburgweg)                        | Beeck Gemarkung Wegberg, Flur 59, Flurstück 22                             |              |         |                  | 3               |
|                                             | Niederungsmotte „Burg Gripekoven“                    | Gripekoven/Ellinghoven Gemarkung Wegberg, Flur 62 u.a., Flurstück 90 u.a.  |              |         |                  | 4               |
|                                             | Niederungsmotte bei Gripekoven                       | Gripekoven/Ellinghoven Gemarkung Wegberg, Flur 62, Flurstück 75 u.a.       |              |         |                  | 5               |
| Mehrteilige Burganlage Burgberg „Alde Berg“ | Mehrteilige Burganlage Burgberg „Alde Berg“          | Arsbeck Gemarkung Arsbeck, Flur 4, Flurstück 1233, 207 Karte               |              |         |                  | 6               |
|                                             | Niederungsmotte „Helpenstein“                        | Arsbeck Gemarkung Arsbeck, Flur 3, Flurstück 1470                          |              |         |                  | 7               |
| weitere Bilder                              | Mehrteilige Burganlage „Ophover Mühle“               | Wegberg-Innenring Gemarkung Wegberg, Flur 24, Flurstück 468, 469 u.a.      |              |         |                  | 8               |
|                                             | Mehrteilige Burganlage in Beeck                      | Beeck Gemarkung Wegberg, Flur 69, Flurstück 625                            |              |         |                  | 9               |
|                                             | Mehrteilige Burganlage „Haus Beeck“                  | Beeck Gemarkung Wegberg, Flur 69, Flurstück 368, 516                       |              |         |                  | 10              |
| Niederungsmotte „Schloss Tüschenbroich“     | Niederungsmotte „Schloss Tüschenbroich“              | Tüschenbroich Gemarkung Wegberg, Flur 27, Flurstück 104 Karte              |              |         |                  | 11              |
|                                             | Wall in der Nähe der Ulrichskapelle                  | Tüschenbroich Gemarkung Wegberg, Flur 18 u.a., Flurstück 29 u.a.           |              |         |                  | 12              |
|                                             | Niederungsmotte bei Tüschenbroich                    | Tüschenbroich Gemarkung Wegberg, Flur 27, Flurstück 86 u.a.                |              |         |                  | 13              |
| Grabenanlage bei Tüschenbroich              | Grabenanlage bei Tüschenbroich                       | Tüschenbroich Gemarkung Wegberg, Flur 28, Flurstück 12 Karte               |              |         |                  | 14              |
|                                             | Römischer Straßendamm bei Rickelrath                 | Rickelrath Gemarkung Wegberg, Flur 51, Flurstück 79                        |              |         |                  | 15              |
|                                             | Flachsrösten (25 Gruben) bei Gripekoven              | Gripekoven/Ellinghoven Gemarkung Wegberg, Flur 62, Flurstück 161 u.a.      |              |         |                  | 16              |
|                                             | Flachsrösten (45 Gruben) bei Berg                    | Busch/Berg Gemarkung Wegberg, Flur 47 u.a., Flurstück 45 u.a.              |              |         |                  | 17              |
|                                             | Flachsrösten (120 Gruben) bei Harbeck                | Harbeck Gemarkung Wegberg, Flur 41 u.a., Flurstück 26 u.a.                 |              |         |                  | 18              |
|                                             | Flachsrösten (16 Gruben) bei Tüschenbroich           | Tüschenbroich Gemarkung Wegberg, Flur 12, Flurstück 30, 33                 |              |         |                  | 19              |
|                                             | Flachsrösten (56 Gruben) bei Holtum                  | Holtum Gemarkung Wegberg, Flur 20, Flurstück 207 u.a.                      |              |         |                  | 20              |
|                                             | Flachsrösten (4 Gruben) bei Schwaam                  | Schwaam Gemarkung Wegberg, Flur 49, Flurstück 104                          |              |         |                  | 21              |
|                                             | Flachsrösten (20 Gruben) Nähe Arsbeck,Klinkumer Wald | Arsbeck Gemarkung Wegberg, Flur 2, Flurstück 5                             |              |         |                  | 22              |
|                                             | Flachsrösten (3 Gruben) bei Merbeck                  | Merbeck Gemarkung Merbeck, Flur 71, Flurstück 127, 128                     |              |         |                  | 23              |
|                                             | Gelände der Wasserburg Wegberg                       | Wegberg-Innenring Gemarkung Wegberg, Flur 38                               |              |         |                  | 24              |
|                                             | Hofwüstung, Hof Brühl                                | Tüschenbroich Gemarkung Wegberg, Flur 27, Flurstück 83                     |              |         |                  | 25              |
|                                             | Westwallbunker an der Roermonder Straße              | Arsbeck Gemarkung Arsbeck, Flur 8, Flurstück 191                           |              |         |                  | 26              |
|                                             | Ringstand bei Dalheim                                | Dahlheim-Rödgen Gemarkung Arsbeck, Flur 22, Flurstück 75                   |              |         |                  | 27              |
|                                             | Artilleriestellung, Feldstellung                     | Wildenrath Gemarkung Wildenrath, Flur 4, Flurstück 52, Flur 5, Flurstück 1 |              |         |                  | 28              |
|                                             | Römische „villa rustica“ Bongerder Weg               | Rath-Anhoven Gemarkung Wegberg, Flur 82, Flurstück 300                     |              |         |                  | 29              |